# 暴动无政府主义
暴动无政府主义（英語：Insurrectionary anarchism）是无政府主义运动中的一种革命理论和倾向，强调将暴动作为革命实践。它批判像工会以及基于政治纲领和定期大会的联合会等正式组织。相反，暴动无政府主义者提倡非正式组织和基于小型亲密群体的组织。暴动无政府主义者重视攻击、持续的阶级斗争，并拒绝与阶级敌人进行谈判或妥协。
暴动无政府主义与意大利无政府主义运动关系密切，这一理论在历史上与多起高调的暗杀事件以及加里尼分子和非正式无政府主义联合会的炸弹袭击活动有关。